# Мартовая
Мартова́я либо Мартово́е (укр. Мартове) — село в Печенежском районе Харьковской области Украины.
Население по переписи 2001 года составляло 2234 (1019/1215 м/ж) человека.
Являлось до 2020 административным центром Мартовско́го сельского совета, в который не входили другие населённые пункты.
С 24 февраля по сентябрь 2022 года поселок был оккупирован российскими войсками во время полномасштабного вторжения в Украину.

## Географическое положение
Мартовая находится на расстоянии 35 км от Чугуева на левом берегу Печенежского водохранилища;
выше по течению на расстоянии в 4,5 км расположено село Першотравневое,
ниже по течению на расстоянии в 4,5 км расположено село Артёмовка.

## История
- На территории села обнаружены пять поселений эпохи неолита (V—IV тыс. до н. э.), одно — эпохи меди (IV тыс. до н. э.), 5 — эпохи бронзы, 2 — Черняховской культуры (II—V в. н. э.), одно — роменской культуры (VIII—IX в.) 3 — салтовской культуры (VIII—X вв.). Найден также клад русских и польских монет XVII—XVIII веков.
- Слобода основана 160-ю черкасами в 1666 году как Мартовети на острове посреди Донца. Название произошло от Мартоветского затона (залива) реки Северский Донец[2].
- В 1668 году разрушена татарами; восстановлена на острове.
- В начале 18 века из-за увеличения населения Мартовая перенесена на левый берег реки Донец.
- В 1732 году население составляло 497 казаков — взрослых мужчин (без женщин и детей).
- В XVIII веке — войсковая слобода[4].
- Население в 1779 году, согласно «Ведомости, исъ какихъ именно городовъ и уездовъ Харьковское наместничество составлено и сколько было въ нихъ душъ на 1779 годъ», было большим: 1191 человек, в подавляющем большинстве «войсковых обывателей» (учитывались только мужчины; женщин не считали, так как они не платили налогов)[4]. Мартовая в том году была четвёртым по количеству населения населённым пунктом Чугуевского уезда, кроме самого Чугуева, уступая войсковым слободам Печенеги (3601), Змиёв (2124) и Мохнач (1310)[4].
- В XIX веке — в Хотомлянской волости Волчанского уезда. В 1864 году — 437 дворов, 2570 жителей (1296 мужчин и 1274 женщины).
- В 1940 году, перед ВОВ, в Мартовой были 974 двора, церковь, кирпичный завод, колхоз и сельсовет.[3]
- 14 июня 1942 года в ходе летнего германского наступления на Воронеж — Сталинград Мартовая была оккупирована немецкими войсками. В феврале 1943 года село было освобождено Советской армией.
- В годы войны 452 жителя воевали на фронтах в рядах Советской армии; из них погибли 307 воинов; 218 были награждены орденами и медалями СССР.[10]

- В 1966 году население составляло 2565 человек; в селе были кирпичный завод Межколхозстроя мощностью 3,5 млн штук кирпича в год, совхоз «Мартовской», больница, школа, детсад, ясли, Дом культуры, две библиотеки.
- В 1976 году в Мартовой было 897 дворов, население составляло 2565 человек.[10] В 1976 году крупнейшим предприятием посёлка являлся совхоз «Мартовской» овоще-молочного направления с 6 600 га сельхозугодий.[10]

## Экономика
- Молочно-товарная и птице-товарная фермы.
- ООО, «Мартово».
- Сельскохозяйственное АО «Эко-Агрофирма „Фауна“».

## Объекты социальной сферы
- Школа.
- Детский сад.
- Дом культуры.
- Больница.

## Достопримечательности
- Братская могила советских воинов. Похоронены 367 воинов, погибших при обороне и освобождении посёлка.
- Памятный знак воинам-односельчанам. 1941—1945 гг.
- Низкочастотная лаборатория РИНАН в Мартовой.[11]